# White Spirit (roman)
Pour les articles homonymes, voir White Spirit.
White Spirit est un roman de Paule Constant paru le 31 juillet 1989 aux éditions Gallimard et ayant reçu le grand prix du roman de l'Académie française l'année suivante.

## Éditions
- White Spirit, éditions Gallimard, 1989  (ISBN 2070714381).